# Monte Kyle
Il Monte Kyle (in lingua inglese: Mount Kyle) è una montagna antartica, alta 2.900 m, situata a metà strada lungo la dorsale che contorna il fianco settentrionale del Ghiacciaio Deming nei Monti dell'Ammiragliato, in Antartide. 
Il monte è stato mappato dall' United States Geological Survey (USGS) sulla base di rilevazioni e foto aeree scattate dalla U.S. Navy nel periodo 1960-63.
La denominazione è stata assegnata dall' Advisory Committee on Antarctic Names (US-ACAN) in onore di Ricky L. Kyle, idraulico della U.S. Navy in servizio presso la Stazione McMurdo nel 1967.